# Under pressure (versión de My Chemical Romance y The Used)
«Under pressure» es una versión hecha en 2005 por las bandas estadounidenses de rock My Chemical Romance y The Used de la canción homónima de 1981 de la banda Queen y el cantante David Bowie.

## Contexto
La canción se lanzó como sencillo con fines caritativos en abril de 2005, para ayudar a las víctimas del maremoto que azotó las costas del sur de Asia en diciembre de 2004. La recaudación de la canción se destinó a la fundación Music for Relief. Antes de que se publicara la versión, ambas bandas habían tocado «Under pressure» en algunos conciertos de la gira Taste of Chaos.

## Recepción

### Crítica
En el año 2013, Dan Reilly de la revista Rolling Stone incluyó a la versión en su artículo de las «10 estelares versiones de temas de Bowie», y dijo que podía «imaginar la presión que My Chemical Romance y The Used debieron aguantar cuando decidieron reimaginar esta obra de arte de Queen y Bowie». Destacó que «los cantantes Gerard Way y Bert McCracken hicieron un trabajo admirable combinando las armonías».

### Posición en listas musicales
La versión de la canción se ubicó en Estados Unidos en tres listas musicales de Billboard:
| Lista (2005)                     | País           | Posición más alta |
| -------------------------------- | -------------- | ----------------- |
| Billboard Hot Modern Rock Tracks | Estados Unidos | 28                |
| Billboard Pop 100                | Estados Unidos | 28                |
| Billboard Hot 100                | Estados Unidos | 41                |